# Thaumatichthyidae
Thaumatichthyidae (Armvinnigen) zijn een familie van straalvinnige vissen uit de orde van Vinarmigen (Lophiiformes).

## Geslachten
- Lasiognathus Regan, 1925
- Thaumatichthys H. M. Smith & Radcliffe, 1912